# Rawson Marshall Thurber
Rawson Marshall Thurber est un réalisateur, scénariste et producteur américain né le 9 février 1975 à San Francisco (Californie).

## Filmographie
- 1999 : The Band, scénariste et réalisateur
- 2002 : Terry Tate: Office Linebacker, scénariste et réalisateur (série de spots publicitaires)
- 2004 : Dodgeball ! Même pas mal !, scénariste et réalisateur
- 2006 : The Loop (épisode Trouble in the Saddle), réalisateur
- 2008 : Les Mystères de Pittsburgh, scénariste et réalisateur
- 2008 : Manchild, court-métrage, réalisateur
- 2013 : Les Miller, une famille en herbe, réalisateur
- 2016 : Agents presque secrets, réalisateur
- 2018 : Skyscraper, scénariste et réalisateur et producteur
- 2021 : Red Notice, scénariste, réalisateur et producteur